# Штефан Едлер фон Волебен
Штефан Едлер фон Волебен (Беч, 1751 — Беч, 30. јул 1823) био је државни службеник Аустријског надвојводства и Аустријског царства. Од 1804-1823 служио је као градоначелник Беча.

## Одрастање и рана каријера
Штефан Волебен је рођен у Бечу 1751. године као син протестантског војног правника Јохана Фридриха Кристијана Волебена и његове супруге Франциске. Постао је сироче у детињству па је одрастао је у сиротишту Каоше у Бечу, где је обучаван за рад у грађевинарству. Године 1771. добио је стипендију за службу у доњој коморској канцеларији. 
Дана 7. новембра 1778. оженио се Терезијом, рођеном Шобер (1755–1822). Године 1789. фон Волебен је примљен у локалну администрацију захваљујући својим посебним заслугама.

## Градоначелник Беча
Године 1801. цар Франц Други је уздигао Штефана Волебена у наследно аустријско племство уз дозволу да у своје име дода „Едлер фон“. Од 30. октобра 1804. преузео је дужност градоначелника Беча. Током његовог мандата, Беч је био тешко погођен Наполеоновим војним походима и француским окупацијама 1805. и 1809. године. Најнижа тачка његове каријере била је предаја кључева града Наполеону 1809. године. Државни банкрот који је уследио, ставио је град на тежак изазов финансирања полицијских служби и помоћи сиромашнима. У свом даљем мандату Волебен се суочио са финансијском кризом 1811. године, Бечким конгресом (1814-1815) и оснивањем Аустријске народне банке 1816. године. До своје смрти 30. јула 1823. остао је градоначелник Беча. Сахрањен је у Верингер парку.

## Постхумне почасти
Волебен је био носилац ордена Светог Стефана и почасни члан Академије ликовних уметности. Статуа Волебена у данашњој Градској кући рад је вајара Виктора Тилгнера.
1801. године улица Волебенгасе у Видену је названа по њему.

## Грб Волебена
Грб Волебена комбинује бечки крстни штит са царским двоглавим орлом. Монограм на грудима двоглавог орла је монограм цара Франца Другог.